# Caripeta suffusata
Caripeta suffusata là một loài bướm đêm trong họ Geometridae.